# وهم هاتينا
وهم هاتينا (بالإنجليزية: Hatena Illusion)‏ هي رواية خفيفة يابانية نشرت في نوفمبر 2018 وتم تحويلها لمسلسل أنمي عرض في يناير حتى يونيو 2020.